# Остановка мысли
Остановка мысли (англ. Thought stopping, иногда также используется термин англ. thought stoppage) — метод поведенческой психотерапии, предназначенный для устранения навязчивых или вызывающих тревогу мыслей. Этот метод является относительно быстрым и лёгким для освоения. Овладение методом обычно требует от одного до семи дней.

## История
Впервые метод «Остановка мысли» упоминается в книге «Thought control in everyday life» (J. A. Bain, 1928). В конце 1950-х годов он был адаптирован Джозефом Вольпе и другими теоретиками поведенческой терапии. Впервые метод был описан в книге Вольпе и Лазаруса «Behavior Therapy Techniques» (1966), причём сами авторы упоминали о том, что этот метод уже в 1955 году использовался Тейлором (англ. Talor, J. G.)
Предпосылкой к применению метода является один из постулатов когнитивно-поведенческой психотерапии, утверждающий, что причиной психологических проблем иногда могут являться дисфункциональные автоматические мысли и что негативные или пугающие мысли вызывают соответствующие эмоции, поэтому устранение подобных мыслей может помочь справиться с неприятными эмоциями.

## Описание метода
Освоение метода «остановка мысли» выполняется постепенно, с усложнением задачи на каждом этапе:

### Шаг 1
Необходимо составить список неприятных или тревожных мыслей, от которых трудно избавиться. Затем по поводу каждой мысли надо задать себе следующие вопросы:
1. Действительно ли может случиться то, что вызывает тревожность? Если да, то с какой вероятностью?
2. Мешает ли эта мысль действовать и достигать результатов?
3. Препятствует ли эта мысль нормальной концентрации внимания?
4. Нет ли опасности, что эта мысль станет «самоисполняющимся пророчеством»?
5. Вызывает ли эта мысль внутренний дискомфорт?
6. Стану ли я счастливее или спокойнее, если я избавлюсь от этой мысли?

Если ответ хотя бы на один из этих вопросов окажется утвердительным, то применение метода «Остановка мысли» может принести значительную пользу. Рекомендуется выбрать мысль из списка и работать с ней в течение одной недели. При этом не следует работать с несколькими мыслями одновременно.

### Шаг 2
Следует закрыть глаза и представить себе ситуацию, в которой обычно появляется навязчивая или тревожная мысль. Затем надо «остановить» эту мысль, при этом позволяя себе думать о том, что успокаивает или вызывает позитивные эмоции (освоение методики начинается с этого этапа потому, что остановить мысль легче, если проблемная ситуация является не реальной, а воображаемой).

### Шаг 3
На этом этапе для остановки мысли используется внешний сигнал: необходимо установить секундомер или таймер на три минуты. Затем следует закрыть глаза и сосредоточить внимание на мысли, которая должна быть устранена. Как только раздастся сигнал таймера, следует громко сказать «Стоп!». Можно также завязать вокруг запястья эластичный шнурок. Вместо команды «Стоп» следует оттянуть шнурок и отпустить, чтобы причинить себе легкую боль (нет необходимости причинять себе сильную боль). Затем следует в течение некоторого времени позволить себе продумывать лишь нейтральные или позитивные мысли. Если навязчивая или тревожная мысль возвращается, надо снова дать себе команду «Стоп». Вариантом этого приёма является записывание команды «Стоп» на магнитофон или диктофон. Эта команда должна быть записана несколько раз, с интервалом в несколько минут. При использовании метода следует включить аудиозапись на прослушивание и сосредоточить внимание на мысли, которая должна быть устранена. Как только раздается команда «Стоп», следует переключить внимание на нейтральные или позитивные мысли.

### Шаг 4
На этом этапе следует научиться контролировать свои мысли без «напоминания» от внешнего источника (таймера или магнитофона). Для остановки мысли можно громко произносить команду «Стоп!» или пользоваться эластичным шнурком (как описано выше). После того, как громкая команда «Стоп!» стала эффективной для остановки мысли, необходимо начать использовать ту же команду, но произносить её обычным голосом. Затем следует перейти на едва слышный, все более тихий шепот, затем проговаривать команду на уровне субвокализации и, наконец, начать использовать мысленную команду. Для того чтобы мысленная команда была более действенной, можно вообразить, что она произносится громким голосом или даже выкрикивается (с этой целью можно напрячь язык и голосовые связки). Переход на мысленную команду «Стоп» необходим для того, чтобы метод мог использоваться без привлечения внимания окружающих.

### Шаг 5
На этом этапе следует начать заменять негативные и тревожные мысли успокаивающими и позитивными утверждениями
или образами (англ. Covert assertion), поскольку при отсутствии такой замены нежелательная мысль немедленно возвращается. Например, при аэрофобии можно сказать себе: «Самолёт — самое безопасное транспортное средство. Я могу удобно устроиться в кресле и расслабиться». Можно также вообразить, как самолёт благополучно прибывает в место назначения. При этом следует варьировать слова и образы, поскольку при долгом применении они становятся менее эффективными. Это можно дополнять мыслями о чем-то приятном или использовать приемы релаксации.

## Дополнительные рекомендации
1. Некоторые лица достигают лучшего результата, если они дополняют команду «Стоп» соответствующей визуализацией (то есть создают в своём воображении образ того, как навязчивая мысль исчезает).
2. Неудача в применении метода может означать, что была выбрана слишком трудная для искоренения мысль. В этом случае следует выбрать менее навязчивую или менее тревожную мысль. Лишь после того, как метод будет хорошо освоен, можно переходить к более сложным целям.
3. Если мысленная команда «Стоп» неэффективна, можно использовать эластичный шнурок (как описано выше). Можно также слегка вдавить ногти в кожу ладони.
4. Одной из разновидностей метода является замена последнего слова нежелательной мысли командой «Стоп». Например, фразу «У меня ничего не получится» следует заменить фразой «У меня ничего СТОП», затем использовать фразу «У меня СТОП», и, наконец, просто «СТОП».
5. Вместо переключения внимания на позитивные и успокаивающие мысли, можно сосредоточиться на процессе дыхания; при этом следует использовать медленное и глубокое абдоминальное дыхание. Для отвлечения от нежелательных мыслей можно считать количество вдохов и выдохов. Концентрацию на процессе дыхания следует применять до тех пор, пока тревожность не заменится состоянием покоя и релаксации[11][13].

## Показания к применению метода
В клинической практике метод «Остановка мысли» применяется при:
- навязчивых состояниях[7][14]
- фобиях[7][15][5]
- депрессии[14][5]
- ипохондрии[16]
- неуверенности в себе[14][5]
- тревожности[5]
- панических атаках[16][17]
- хроническом нервном напряжении[16]
- патологической ревности и агрессивном поведении[15]
- для устранения мысли «У меня нет силы воли для того, чтобы контролировать себя», например, при наркомании[18], избыточном весе[9], никотиновой зависимости[5]

Метод применяется также в спорте (особенно для спортсменов, перенесших травму), для устранения тревожных или снижающих мотивацию мыслей (таких, как «Я не смогу сделать это» или «Это бессмысленная трата времени»).
Применение метода требует достаточно высокой мотивации, поскольку условием его эффективности является систематичность и внутренняя дисциплина.

## Механизм действия
Существует три гипотезы, объясняющие механизм действия метода:
1. Возможно, сигнал «Стоп» действует, как своего рода «наказание» (аверсивный стимул), приводящее к исчезновению нежелаемого поведения, которым является постоянное продумывание негативных мыслей[8][20].
2. Также предполагается, что сигнал «Стоп» отвлекает внимание от нежелательной мысли[8].
3. Наконец, есть гипотеза, что этот метод является одной из форм аффирмации, то есть приемом, помогающим закрепить в бессознательном позитивную установку[8]:

## Критика метода
Не все клинические исследования эффективности метода дали положительные результаты. Побочным эффектом метода может оказаться усиление тревожности из-за фиксации внимания на необходимости устранить нежелаемую мысль (см. en:Ironic process theory). Может также появиться тенденция к избеганию ситуаций, вызывающих неприятные мысли.